# ウッディアイ
ウッディアイ株式会社は大阪市鶴見区に本社を置く不動産・マンション建設事業者。

## 事業形態
オリジナルデザインによるオーナーズマンション建築・RC-Z特許工法・2X4・テクノストラクチャー・スーパーウォール・重量鉄骨・木骨SE構法の分譲及び建て替え、リフォーム事業、不動産管理、仲介業務。
京阪エリアを中心に、「ドリームネオポリス」ブランドで分譲戸建を手掛けていた。

## 来歴
- 1984年7月、四條畷市で創業。
- 1991年5月、法人に改組。
- 2006年頃、大阪市鶴見区に本社移転。
- 2007年12月31日、株主総会で会社解散を決議。
- 2008年1月4日、特別清算を大阪地方裁判所に申請、同日保全命令を受ける。負債額は約50億円。